# Dayton-Wright XPS-1
El Dayton-Wright XPS-1 fue un caza interceptor monoplaza estadounidense construido por la Dayton-Wright Airplane Company en los años 20 del siglo XX.

## Diseño y desarrollo
En respuesta a un requerimiento de Alerta de Persecución (Especial) (Pursuit Alert (Special)) del Servicio Aéreo del Ejército de los Estados Unidos por un avión interceptor, la Dayton-Wright Airplane Company diseñó un avión con la designación del Ejército PS-1. Usaba muchas de las mismas características avanzadas del anterior Dayton-Wright RB-1 Racer desarrollado para la carrera Gordon Bennett de 1920. El avión de carreras tenía una cabina del piloto totalmente embutida en el aerodinámico fuselaje. La construcción consistía en un fuselaje semimonocasco de madera con el ala cantilever construida enteramente en madera y equipada con flaps de borde de ataque y de fuga.
El XPS-1 difería de su predecesor al tener una configuración monoplana en parasol con superficies de vuelo de madera, cuyo fuselaje era una estructura de tubos de acero recubierta de tela. La principal característica de diseño que retenía del RB Racer era su tren de aterrizaje retráctil. El poco usual diseño para la época era un tren de aterrizaje de patín de cola con las unidades principales diseñadas para retraerse en los lados inferiores del fuselaje. El mecanismo de aterrizaje era operado a mano usando un sistema de cadena y piñón. Podía ser elevado en 10 segundos y desplegado en seis.
Fueron ordenados tres aviones como XPS-1; uno fue usado para realizar pruebas estáticas, mientras que los restantes fueron destinados a realizar pruebas de vuelo.

## Historia operacional
Los vuelos de pruebas comenzaron en 1923, pero las prestaciones fueron tan pobres que el Servicio Aéreo del Ejército de los Estados Unidos rechazó aceptar el diseño. Los tres ejemplares se quedaron como el único modelo producido para la categoría PS.

## Operadores
Estados Unidos
- Servicio Aéreo del Ejército de los Estados Unidos

## Especificaciones
Referencia datos: The Illustrated Encyclopedia of Aircraft (Part Work 1982-1985)

### Características generales
- Tripulación: Uno (piloto)
- Longitud: 5,8 m (19,2 ft)
- Envergadura: 9,1 m (30 ft)
- Altura: 2,13 m[1]
- Superficie alar: 13,4 m² (144 ft²)
- Peso máximo al despegue: 778 kg (1714,7 lb)
- Planta motriz: 1× motor radial de nueve cilindros refrigerado por aire Lawrance J-1.
  - Potencia: 149 kW (205 HP; 203 CV)

### Rendimiento
- Velocidad máxima operativa (Vno): 235 km/h (146 MPH; 127 kt)

## Aeronaves relacionadas

### Secuencias de designación
- Secuencia PS-_ (Persecución Especial del USAAS, 1919-1924): PS-1